# Golães
Golães es una freguesia portuguesa del concelho de Fafe, con 4,90 km² de superficie y 2.157 habitantes (2001). Su densidad de población es de 440,2 hab/km².